# Auckland St Andrew
Auckland St Andrew var en civil parish fram till 1937 då den blev en del av Bishop Auckland och Shildon, i grevskapet Durham, i England. Civil parish var belägen 15 km från Durham och hade 5 401 invånare år 1931.